# (3267) Glo
(3267) Glo ist ein Asteroid des Hauptgürtels, der am 3. Januar 1981 vom amerikanischen Astronomen Edward L. G. Bowell an der Anderson Mesa Station (IAU-Code 688) des Lowell-Observatoriums in Coconino County entdeckt wurde.
Benannt wurde der Asteroid nach dem Spitznamen der US-amerikanischen Astronomin Eleanor Francis „Glo“ Helin (1932–2009), die durch die Entdeckung des Asteroiden (2062) Aten eine neue Klasse von erdbahnkreuzenden Asteroiden begründete. Darüber hinaus war sie die Initiatorin der Planet-Crossing Asteroid Survey.